# 楽麿
楽麿（らくまる、生没年不詳）とは、江戸時代の浮世絵師。

## 来歴
師系・経歴不明。作画期は文化頃とされる。作に間判の錦絵「風流五節句　正月」（ナープルステク博物館所蔵）1点が知られる。